# Smarves
Smarves település Franciaországban, Vienne megyében. Lakosainak száma 2941 fő (2022. január 1.). Smarves Iteuil, Ligugé, Nouaillé-Maupertuis, Roches-Prémarie-Andillé és Saint-Benoît községekkel határos.

## Népesség
A település népessége az elmúlt években az alábbi módon változott:
| Lakosok száma | 2651 | 2734 | 2815 | 2810 | 2831 | 2892 | 2910 | 2925 | 2941 |
|               | 2013 | 2015 | 2016 | 2017 | 2018 | 2019 | 2020 | 2021 | 2022 |